# Gumuš
Gumuš (tur. Gümüş, hrv. srebro) je turska serija koja se od 21. studenoga 2010. do 1. travnja 2011. prikazivala na Novoj TV u Hrvatskoj. Radnja serije smještena je u Istanbulu u Turskoj. Glavne uloge u seriji tumače Songül Öden, Kıvanç Tatlıtuğ i Ekrem Bora.

## Sažetak radnje
Život prostodušne, neiskvarene djevojke Gümüş mijenja se kada joj imućna obitelj Şadoğlu dogovori brak s muškim nasljednikom Mehmetom koji je, nakon što mu je voljena djevojka poginula u prometnoj nesreći, zapao u tešku krizu. Uvažena obitelj Şadoğlu odabrala je Gümüş za ženu svog sina Mehmeta. Nakon što je to saznala Gümüş je presretna, na pragu ostvarenja svoga vječnog sna. 
Gümüş napokon dobiva priliku približiti se Mehmetu u kojeg je zaljubljena od djetinjstva i povrh svega, postati mu ženom. U nevjerici zbog brzog i lakog odvijanja stvari, Gümüş kreće na put u Istanbul koji će vidjeti prvi put. Mehmet je godinu dana ranije izgubio voljenu Nihan, s kojom je bio u šestogodišnjoj vezi i s kojom se njegova obitelj nije slagala. Nihan pogiba u strašnoj prometnoj nesreći za što Mehmet ne prestaje kriviti sebe.
Mehmet, čvrsto zatvorivši vrata ikakvoj mogućnosti za ljubav i sreću, počinje voditi razuzdan život. Iz toga bijednog života izvlači ga djed Mehmet Fikri. Mehmet jedne večeri upada u nevolju i tučnjavu, zbog čega djed požuruje planove koje ima za unuka. Zbog nastalih okolnosti Mehmet pristaje na život kakav mu je djed zamislio. U njegovim je planovima i vjenčanje s Gümüş. Iako u srcu nosi drugu ženu, Mehmet mora oženiti ženu koju ne voli. Mehmet je nesretan i prisiljen živjeti sa ženom koju nije sam odabrao i, bez obzira na to što je Gümüş lijepa, nježna i pažljiva, njegovo srce ostaje zatvoreno. 
Naizgled Mehmet pristaje na taj brak, ali ne može Gümüş ni primiti za ruku. Povrh svega, u jednom trenutku pokušava pobjeći i odustati od braka čime izaziva veliki skandal zbog kojeg mu otac doživljava srčani udar. Vrlo brzo Gümüş uviđa da njen novi život uopće neće biti bajka o kakvoj je maštala. Gümüş se unatoč nesuglasicama s Mehmetom blago odnosi prema njegovom ponašanju. Osim rezerviranog i odbojnog supruga, nesposobnog da je prihvati kao pravu ženu, svakodnevicu će joj zagorčavati svekrva Şeref i šogorica Pinar. Bez drugog izlaza Gümüş će prihvatiti ulogu koja joj je dana, ali će se okrenuti vlastitom usavršavanju i obrazovanju u nadi da će tako lakše jednog dana odlediti Mehmetovo srce.

## Likovi
- Mehmet Şadoğlu je zbog tragedije izgubio svoju ljubav te od strane svoje obitelji biva prisiljen oženiti Gümüş, ženu koju ne voli. Mehmet je nesretan i prisiljen živjeti sa ženom koju nije sam odabrao i, bez obzira na to što je Gümüş lijepa, nježna i pažljiva, njegovo srce ostaje zatvoreno.
- Gümüş Doğan je glavna junakinja koja spletom okolnosti ulazi u brak s muškarcem iz svojih snova, no iako nije prihvaćena od njega i nekih članova njegove obitelji, bori se za svoju poziciju unutar nje i ljubav muškarca od kojeg, bez obzira na sve poteškoće, ne odustaje. Vrlo brzo Gümüş uviđa da njen novi život uopće neće biti bajka o kakvoj je maštala, no ipak će prihvatiti ulogu koja joj je dana, ali će se okrenuti vlastitom usavršavanju i obrazovanju u nadi da će tako lakše jednog dana odlediti Mehmetovo srce.
- Mehmet Fikri je djed glavnog junaka koji je odredio sudbinu svom unuku i mladoj Gümüş kojoj će biti velika potpora u novonastaloj situaciji.

## Uloge
| Glumac                 | Lik            |
| ---------------------- | -------------- |
| Songül Öden            | Gümüş Doğan    |
| Kıvanç Tatlıtuğ        | Mehmet Şadoğlu |
| Ekrem Bora             | Mehmet Fikri   |
| Güngör Bayrak          | Şeref          |
| Funda Ilhan            | Esra           |
| Ayça Varlıer           | Pınar          |
| Laçin Ceylan           | Gülsün         |
| Sevinç Gürsen Akyıldız | Bahar          |
| Tarık Ünlüoğlu         | Tarık          |
| Barış Bağcı            | Emir           |
| Cüneyt Çalışkur        | Ahmet          |
| Serdar Orçin           | Onur           |
| Kamil Güler            | Gökhan         |
| Emre Karayel           | Engin †        |
| Tayfun Eraslan         | Levent         |
| Hikmet Karagöz         | Osman          |
| Cansın Özyosun         | Didem          |
| Füsun Erbulak          | Dilruba        |
| Murat Akdağ            | Köylü          |
| Çiğdem Batur           | Dilek          |